# Kristina Hasselgren
Anna Kristina Hasselgren, under en tid Sjöman, ogift Svanfeldt, född 3 oktober 1920 i Brännkyrka församling i Stockholm, död 3 maj 2003 i Högalids församling i Stockholm, var en svensk modekonsulent, journalist och författare.
Efter normalskolekompetens 1938 reste hon utomlands där hon studerade mode, film och litteratur. Hemkommen till Sverige var hon verksam som modekonsulent 1942–1963 varpå hon studerade på nytt och blev filosofie kandidat 1971. Kristina Hasselgren arbetade sedan som frilansjournalist och författare. Hon gav ut böckerna Sandmålning (1956), Nöjet är en Ros (1959), Vinterberättelse (1965), Anna Carolina (1967), Stora flickan (1975) och Känslokapitalisterna (1979). Hon översatte Murasaki Shikibue The Tale of Genji (1986).
Åren 1942–1944 var hon gift med Stig Hasselgren (1917–2006) och 1955–1960 med författaren Vilgot Sjöman (1924–2006).